# Rod Argent
Rodney Terence Argent, dit Rod, né le 14 juin 1945 à St Albans au Royaume Uni, est un claviériste, chanteur, auteur-compositeur et producteur britannique. Il est reconnu pour avoir été le claviériste des groupes The Zombies et Argent durant les années 1960 et 1970, avant de finalement reformer The Zombies depuis 2011. 

## Biographie
En 1962, il forme The Mustangs avec le guitariste Paul Atkinson, le batteur Hugh Grundy, le chanteur Colin Blunstone et le bassiste Paul Arnold, mais puisqu'ils n'étaient pas les seuls à utiliser ce nom, ils deviennent ainsi The Zombies. Puis Arnold est remplacé par Chris White et, après avoir gagné à une compétition organisée par le journal London Evening News, ils signent un contrat de disques avec la maison de disques Decca et enregistrent aussitôt leur premier grand succès She's not there en 1964. Puis suivront Tell her no et Time of the season avant que ne survienne la séparation en 1967. 
Rod forme alors un nouveau groupe, Argent avec le bassiste Mac Macleod qui sera vite remplacé par Jim Rodford, le guitariste Russ Ballard et le batteur Bob Henrit. Chris White, anciennement bassiste des Zombies, sans qu'il ne devienne un membre du groupe Argent, participe activement à l'écriture des chansons avec Russ Ballard. En 1972 sort l'album All together now sur lequel se trouve le succès Hold your head up qui sera no. 5 en Amérique, il se vendra à plus d'un million de copies et sera disque d'or. Et en 1974, lorsque Ballard quitte le groupe, il est remplacé par le guitariste chanteur John Verity et le guitariste John Grimaldi, deux albums furent produits avant que le groupe ne se sépare en 1976. 
Par la suite, Rod a collaboré avec de nombreux artistes, dont Barbara Thompson, John Dankworth, Robert Howes, Jon Hiseman. Phil Collins a joué sur le dernier album du groupe Argent Counterpoints en 1975, ainsi que sur le premier album de Rod en tant qu'artiste solo Moving home en 1978. Toujours en 1978, Rod joue sur 4 chansons de l'album Who are you des Who, le piano sur la pièce-titre, le synthétiseur sur Had Enough, les claviers sur Guitar and Pen  et Love is Coming Down. En 1994, Rod Argent coproduit (avec Peter Van Hooke) et joue sur l'album Healing Bones de Jules Shear et il y fait aussi les arrangements, on y retrouve, entre autres, Elliot Easton l'ex-guitariste des Cars, Tony Levin à la basse et Jerry Marotta à la batterie qui jouent aussi  avec Peter Gabriel. Il a aussi participé, en 2006, aux concerts de Ringo Starr et son All-Starr Band, en 2008 sortent simultanément en CD et en DVD Ringo Starr & His All Starr Band Live 2006 sur lequel il joue She's not there et Time of the season des Zombies ainsi que Hold your head up de son précédent groupe Argent. Ces deux dernières sont toutefois absentes du CD et n'apparaissent que sur le DVD. En 2001, il sort un album avec son vieux compère des Zombies Colin Blunstone, Out of the shadows et dix ans plus tard, en 2011, ils se remettent à travailler ensemble à nouveau sous le nom The Zombies, la même année parait l'album The Zombies Featuring Colin Blunstone & Rod Argent : Breathe Out, Breathe In puis en 2015 Still Got That Hunger.

## Discographie

### The Zombies
Albums studios
- 1965 : The Zombies
- 1965 : Begin Here
- 1966 : The Zombies
- 1968 : Odessey and Oracle
- 1989 : The return of The Zombies
- 1991 : New World
- 2004 : As Far As I Can See...
- 2011 : The Zombies Featuring Colin Blunstone & Rod Argent : Breathe Out, Breathe In
- 2015 : Still Got That Hunger

Albums live
- 1985 : Live at The BBC 1965-1967
- 2004 : Live At The Bloomsbury Theatre, London
- 2009 : Odessey & Oracle (Revisited) : The 40th Anniversary Concert - Live At The Shepherd's Bush Empire, London, 2008
- 2012 : The Zombies Featuring Colin Blunstone & Rod Argent : Recorded Live In Concert At Metropolis Studios, London
- 2012 : Tiny Desk Concert - Fichiers MP3 éditées par et pour la National Public Radio exclusivement.
- 2013 : Daytrotter Studio (Rock Island, IL) May 6, 2013 - Idem.
- 2013 : Live In The UK

Compilations
- 1974 : Time of the Zombies
- 1988 : Meet the Zombies
- 1997 : Zombie Heaven
- 2005 : The Singles As and Bs
- 2007 : The Ultimate Zombies - Original Hits
- 2007 : The Zombies / Neil MacArthur / Rod Argent & Chris White - Into the Afterlife

DVD
- 2003 : As Far As I Can See ....
- 2008 : Odessey & Oracle (Revisited)

Sampler Promotion
- 2008 : The Zombies And Beyond - Contient 2 chansons des Zombies, 1 du groupe Argent et 2 de Colin Blunstone.

Colin Blunstone & Rod Argent
- 2001 : Out Of The Shadows

### Argent
Albums studio
- 1970 : Argent
- 1971 : Ring of hands
- 1972 : All together now
- 1973 : In deep
- 1974 : Nexus
- 1975 : Circus
- 1975 : Counterpoints - Avec Phil Collins à la batterie et aux percussions. Le dessin de la jaquette est l'œuvre du guitariste John Grimaldi.

Albums Live
- 1974 : Encore Live In Concert
- 1997 : The Complete BBC Sessions
- 2010 : High Voltage Festival - Album double.

Compilations
- 1974 : The Best of Argent - An Anthology
- 1976 : The Argent Anthology - A Collection of Greatest Hits
- 1978 : Hold Your Head Up
- 1991 : Music from the Spheres
- 2008 : Greatest: The Singles Collection
- 2009 : Original Album Classics - Coffret 5 CD, contient Argent, Ring of hands, All together now, Pure love un album inédit, In deep & Nexus.
- 2010 : God Gave Rock And Roll To You - The Greatest Hits

### Solo
- 1978 : Moving home - Avec Phil Collins, Alphonso Johnson, Gary Moore, Morris Pert, Jack Lancaster, etc.
- 1988 : Red house
- 1998 : Classically Speaking - Pressé à 1 000 copies seulement, toutes autographiées et numérotées par Rod lui-même.

### Collaborations
Barbara Thompson / Rod Argent
- 1982 : Ghosts

Barbara Courtney-King, Rod Argent, Ray Cooper, Julian Lloyd Webber And The Gabrielli String Quartet
- 1982 : Pastourelle (Inspired by the Songs of the Auvergne)

Rod Argent, John Dankworth
- 1983 : Metro

Rod Argent / Robert Howes
- 1984 : Second sight
- 1984 : A new age
- 1988 : Network Heroes
- 1989 : Rescue

Rod Argent, Barbara Thompson, Jon Hiseman, Clem Clempson, John Mole
- 1985 : Shadowshow

Phil Collins, Gary Moore, Rod Argent
- 1987 : Wild Connections

Jules Shear
- 1994 : Healing Bones - Joue et coproduit l'album en plus de faire les arrangements, avec Elliot Easton, Tony Levin, Jerry Marotta.

Ringo Starr & His All-Star Band
- 2008 : Ringo Starr & His All Starr Band Live 2006 - Avec Billy Squier, Edgar Winter, Hamish Stuart, Richard Marx et Sheila E. - Sort simultanément en CD et DVD.